# Washington (Pennsylvanie)
Pour les articles homonymes, voir Washington.
La ville de Washington est le siège du comté de Washington, dans le Commonwealth de Pennsylvanie, aux États-Unis. Sa population s’élevait à 13 663 habitants lors du recensement de 2010, estimée à 13 566 habitants en 2017. Washington fait partie de l’agglomération de Pittsburgh.

## Personnalités notables liées à Washington
- Edward Goodrich Acheson,
- Absalom Baird,
- Rebecca Harding Davis,
- John Kanzius,
- George Parros,
- Paige Spara,
- Sylvester Terkay,
- Joseph Albert Walker,
- Bud Yorkin

## Culture

### Patrimoine architectural
- Église de l'Immaculée-Conception (catholique)

### Sport
La ville dispose de son propre stade sportif, le Wild Things Park, principalement utilisé pour des matchs de baseball et de softball.